# 鋼鐵墳墓3
是一部2019年美國動作驚悚片，由約翰·赫茲費爾德執導，邁爾士·查普曼（Miles Chapman）編劇。該片為2018年電影《鋼鐵墳墓2》的續集。由席維斯·史特龍、戴夫·巴帝斯塔、柯蒂斯·「五角」·傑克遜、張晉與瑪萊斯·裘主演。該片於2019年7月2日在美國以DVD、藍光及VOD的方式發行。

## 劇情
故事敘述一位香港科技大亨的女兒到俄亥俄州曼斯菲爾德與人談生意，在一場交易中突然失蹤。當雷·布瑞林及其團隊在深入追查中，發現罪魁禍首是他們以前的敵人之一的瘋狂兒子，且對方還綁走了布瑞林的愛人並將其關在名為「惡魔車站」的大型監獄中，這使布瑞林一行人準備潛入監獄中展開救援行動。

## 演員
- 席維斯·史特龍 飾 雷·布瑞林（Ray Breslin）
- 戴夫·巴帝斯塔 飾 泰倫特·德羅煞（Trent DeRosa）
- 柯蒂斯·「五角」·傑克遜 飾 哈許（Hush）
- 張晉 飾 羅沈（Shen Lo）[5]
- 戴文·薩瓦 飾 小萊斯特·克拉克（Lester Clark Jr.）
- 岑勇康 飾 巴奧（Bao）
- 瑪萊斯·裘 飾 黛亞（Daya）

## 製作
《鋼鐵墳墓3》的發展始於2017年4月首次對外公開，當席維斯·史特龍在拍攝《鋼鐵墳墓2》時就表示第三集的計劃正在進行中。主要拍攝於2017年9月開始進行。該片最初命名為，但片名於2018年10月被改成。

## 外部連結
- 互联网电影数据库（IMDb）上《鋼鐵墳墓3》的资料（英文）
- 豆瓣电影上《金蝉脱壳3：恶魔车站》的資料 （简体中文）